# Benjamin Sisko
Benjamin Lafayette Sisko, kojega glumi Avery Brooks, glavni je lik televizijske serije Zvjezdane staze: Deep Space 9. Deep Space 9 je treća od pet televizijskih serija u svemiru Zvjezdanih staza.

## Životopis

### Rođenje i djetinjstvo
Benjamin je rođen 2332. godine u New Orleansu kao sin Josepha Siska, vlasnika restorana "Sisko's Creole Kitchen" kraće "Sisko's". Njegova majka bila je Zemljanka Sarah, međutim, Sarah je zapravo bila opsjednuta jednim od bajorskih Proroka (životni oblik koji živi unutar bajorske crvotočine) koji je vladao njenim postupcima kako bi se udala za Josepha i rodila Benjamina. Sarah i Joseph bili su sretni u braku dok Sarah nije nestala dva dana nakon Benovog prvog rođendana kada je Prorok napustio njeno tijelo. Umrla je nekoliko godina kasnije u nesreći.
Joseph je kasnije upoznao i oženio drugu ženu koja je odgajala Benjamina kao svog sina. Benjamin nije saznao za te događaje dok nije odrastao i susreo se s Prorocima. Ben ima sestru Judith i dva brata.

### Akademija i prvi zadaci
Godine 2350. Benjamin je krenuo na Akademiju Zvjezdane Flote. Tijekom druge godine akademije bio je na praktičnom zadatku u bazi 137. Ubrzo nakon završeta Akademije, na Babylonu u New Yorku na Gilgo plaži upoznao je Jennifer. Nedugo potom su se vjenčali i dobili sina, Jakea.
Kao časnik Zvjezdane flote napredovao je po činovima pod mentorstvom Curzona Daxa, združenog Trila koji je bio federacijski veleposlanik u Klingonskom Carstvu, kad su obojica boravili na USS Livingstonu ranije u Siskovoj karijeri. Simbiontska priroda združenih Trila postaje značajan apsekt za Siskovo prijateljstvo s glavnom znanstvenom časnicom na DS9, Jadzijom Dax koja je naslijedila simbionta Daxa od Curzona te sa savjetnicom Ezri Dax koja je naslijedila Daxa nakon Jadzijine prerane smrti.
Sisko je služio na USS Okinawi pod kapetanom Leytonom koji je u njemu kao mladom časniku vidio zapovjedni potencijal. Leyton je unaprijedio Siska u poručnika fregate i postavio ga za izvršnog časnika. To se dogodilo tijekom zadatka kad su se Sisko i Leyton borili u ratu između Federacije i Tzenkethske Koalicije.
Sisko je ubrzo premješten na USS Saratogu kao prvi časnik. Početkom 2367. Saratoga je bila jedan od Flotinih brodova uključenih u bitku kod Wolfa 359 s Borgom. Locutus, Borg radilica koja je stvorena asimilacijom kapetana Jean-Luca Picarda, koristio se Picardovim znanjem Flotine taktike za uništavanje Flotinih snaga; Jennifer Sisko bila je među 11 000 žrtava.
Kasnije je Sisko preuzeo dužost u Flotinom brodogradilištu Utopia Planitia na Marsu, prateći razvoj novih brodova, uključujući i USS Defiant koji je konstruiran konkretno za borbu s borgovskom prijetnjom.

### Služba na postajiDeep Space 9i religijska uloga
Godine 2369. Sisko je premješten u Bajorski sektor kao zapovjednik svemirske postaje Deep Space 9 kako bi pomogao oporavak Bajora od nedavne kardasijke okupacije, vodeći ih prema mogućem članstvu u Ujedinjenoj Federaciji Planeta. Sisko i njegov sin Jake protiv svoje volje su zauzeli boravište na postaji. Prepoznavši da stara postaja nije idealno okružje u kojem bi odgajao sina, Sisko je razmatrao odbiti dužnost. Siskovu nelagodu povećavala je prisutnost Jean-Luca Picarda koji mu je predao dužnost. Sisko je usmjerio svoju srdžbu na Picarda zbog, iako neželjene, smrti njegove žene.
Nakon Siskova prvog posjeta Bajoru, bajorska Kai, Opaka sulan, prozvala ga je Izaslanikom Proroka i dala mu jednu od kugli Proroka, misterioznu zažarenu kuglu koja je na Bajor stigla vjerojatno od Proroka. Proučavajući kuglu i zvjezdani fenomen u blizini, Jadzia Dax pronašla je položaj neobične aktivnosti u blizini pojasa Denorios. Putujući tamo, Dax i Sisko otkrili su prvu poznatu stabilnu crvotočinu koja jer vodila u Gamma kvadrant i misteriozne vanzemaljce koji u njoj žive. Religiozni produhovljeni Bajorci vjeruju da je to njihov Nebeski hram odnosno Proroci. Ti vanzemaljci žive izvan linearnog vremena. Siskov prvi contakt s njima bio je neugodan i težak za obje strane, ali je susret pomogao Sisku da shvati kako si nikada nije smio dopustiti da se skriva iza gorčine i boli gubitka žene, kao ni bijes prema Picardu. Nakon napuštanja crvotočine, Sisko je prihvatio priliku da krene naprijed i zapovijeda postajom DS9.
Pošto su bojnica Kira i narednik O'Brien približili postaju u neposrednu blizinu crvotočine udaljivši je od Bajora, ona je postala novo središte znanstvene, trgovačke i političke aktivnosti. Otkriće crvotočine učvrstilo je vjerovanje kai Opake i ostalih Bajoraca da je Sisko izaslanik Proroka - položaj i odgovornost koje on nije prihvaćao. Međutim, Sisko je kasnije ipak prihvatio sebe kao religijsku ikonu.
Kad je Sisko poveo Defiant u crvotočinu kako bi presreo dominijsku flotu, Proroci su intervenirali - da bi osigurali Siskovu daljnju egzistenciju, uništili su domijsku armadu bez ikakvog traga.
Sisko je odigrao ključnu ulogu za spas Alpha kvadranta. Zaustavio je državni udar na Zemlji koji je vodio njegov bivši kapetan, admiral Leyton. Tijekom klingonske invazije na Kardasiju, razotkrio je da je klingonski general Martok zapravo mjenjolik. Ta Siskova uloga nastavljena je i tijekom dominijske invazije na Alpha kvadrant, djelujući uz viceadmirala Williama Rossa u planiranju brojnih velikih akcija protiv Dominija i njihovih kardasijskih i breenskih saveznika. Siskov doprinos ratu ponekad je bio potajan, poput tajnog dogovora s Elimom Garakom kojim su uveli Romulance u rat što je promijenilo tijek rata.
Sudbinu koju su mu nametnuli Proroci Sisko je ispunio u posljednjoj epizodi "Ono što ostaje" suprotstavivši se gulu Dukatu kojega je opsjeo Kosst Amojan odnosno pah-utvare. Gul Dukat je pomoću posebnih moći držao borbu u svojim rukama, no uz pomoć kai Winn, Sisko se baca na Dukata koji drži Kosst Amojan i padaju u Vatrenim špiljama u duboki ponor. Sisko biva izvučen u Proročko stanje postojanja da živi s njima i uči od njih. Ben se uspio pozdraviti s novom, trudnom ženom, Kasidy Yates objasnivši joj da iako ne zna kada će joj se moći vratiti, jednom će se ipak vratiti.

## Osobni život
Sisko je isprva bio vjenčan s Jennifer s kojom ima sina Jakea. Jennifer je poginula u bitci kod Wolfa 359 tijekom borgovskog napada. Benjamin je bio prisiljen sam nastaviti odgajati svog sina. Kako bi se tome više posvetio, nastavio je časničku karijeru u Flotinom brodogradilištu Utopia Planitia na Marsu.
Sisko je ostao udovac još mnogo godina. Pošto je prihvatio dužnost na Deep Space 9, tijekom službe je upoznao kapetanicu teretnog broda, Kasidy Yates.
Sisko obožava baseball, sport koji je gotovo nestao do 24. stoljeća, no pamti ga i igra mala skupina zaljubljenika. Benjamin na stolu u svom uredu uvijek drži baseballsku lopticu koju je dobio od jednog tuđinca tijekom prve sezone serije. Često ju zgrabi i dobacuje se njome dok duboko razmišlja. Kad je Dominij zauzeo postau, Sisko je ostavio lopticu na svom stolu kao poruku ta se namjerava vratiti (a sličnu je stvar napravio i još nekoliko puta u seriji). Nakon Jadzijine smrti u epizodi "Suze Proroka", uzeo je baseballsku lopticu sa sobom na Zemlju zbog čega se Kira zabrinula da se možda neće vratiti na postaju.
Kao i njegov otac Joseph, i Benjamin uživa u kuhanju. Joseph posjeduje restoran u New Orleansu (Sisko's) posvećen kreolskoj kuhinji.
Također je vrlo poznato ja je Sisko želio postati admiral, iznio je tu namjeru admiralu Rossu tijekom svog privremenog zadatka u svemirskoj bazi pod Rossovim zapovjedništvom.

## Karakterizacija lika
Iako Benjamin Sisko dijeli jednake temeljne vrijednosti s Jean-Lucom Picardom i Kathryn Janeway, isto tako pokazuje i sklonost razvući te vrijednosti u ekstremnim situacijama. Najbolji primjer je epizoda "U blijedoj mjesečini" u kojoj Sisko laže, zaobilazi pravoduđe i suučesnik je u ubojstvu, sve kako bi okrenuo tijek Dominijskog rata. Tijekom epizode, Sisko snima osobni dnevnik iznoseći svoje osjećaje oko cijeog tog skandala, žaleći zbog toga što ne osjeća grižnju savjesti za svoja djela. Na kraju briše čitav unos u dnevnik.

## Kronologija događanja u Siskovu životu
- 2332:  rođen u New Orleansu na Zemlji
- 2333:  majka, Sarah Sisko, napušta obitelj
- 2350:  pristupa Akademiji Zvjezdane flote
- 2351:  drugu godnu studija služi u Svemirskoj bazi 137
- 2354:  završava Akademiju; ženi Jennifer Sisko, odlazi u New Berlin colony
- 2355:  sin, Jake Sisko, se rađa
- kasnih 2350-ih:  služi na USS Livingstonu; unaprijeđen u poručnika
- ranih 2360-ih:  služi na USS Okinawi; unaprijeđen u kapetana korvete
- sredinom 2360-ih:  služi na USS Saratogi
- 2366:  Bitka kod Wolfa 359; supruga Jennifer pogiba; premješta se na brodgradilište Utopia Planitia; radi na projektu Defiant klase
- 2369:  unaprijeđen u kapetana fregate; zapovijeda postajom Deep Space 9; otkriva bajorsku crvotočinu, postaje izaslanik Proroka
- 2371:  upoznaje Kasidy Yates; unaprijeđen u kapetana bojnog broda; postaje i zapovjednik broda USS Defiant
- 2373:  započinje Dominijski rat
- 2374:  prima Medalju za hrabrost Christophera Pikea
- 2375:  otkriva istinu o majci, Proroku; ženi Kasidy Yates; Dominijski rat završava; pridružuje se Prorocima u Nebeskom hramu

## Siskov odnos s Dax
Benjaminov mentor u ranim danima bio je trilski veleposlanik Curzon Dax. Nakon što je upoznao Daxa na postaji Pelios 2350-ih, Dax i Sisko su bili vrlo bliski prijatelji sljedećih 20 godina. Braneći Curzona tijekom optužbe za ubojstvo 2369. Sisko je opisao trilski utjecaj na njega: "On me naučio cijeniti život na načine na koje nisam prije ni pomislio. Poučio me umjetnosti, znanosti i diplomaciji. Kakavgod osjećaj časti ja imam danas, on ga je oblikovao.
Kad je Curzon umro 2367. njegov simbiont dobio je novog domaćina - Trilicu zvanu Jadzia. Unatoč novom, mladolikom izgledu Daxa, Sisko ju je uporno zvao "Starče" (eng. Old man). Iako mu se u početku bilo teško priviknuti na Daxov novi izgled, Jadzia i Sisko postali su vrlo brzo "ponovno" prijatelji.
Sisko je uskoro počeo smatrati Jadziju jednim od najbliskijih prijatelja. U dvije odvojene zgode, kada se suočio s mogućnošću njene smrti, Sisko je učio sve da ju spasi. Kd je Jadzia otkazala svoje vjenčane s Worfom 2374., Sisko ju je upozorio da je bila nerazumna te ju na kraju nagovorio da nastavi sa svadbom.
Jadziju je kasnije te godine ubio gul Dukat i Sisko se morao oprostiti od nje. Nekoliko trenutaka prije njenog pogreba, Sisko joj je ispričao da ju sada treba više nego ikada i bolno je žalio što je "otišla".
Međutim, simbiont Dax nastavio je živjeti i združen je s novom Trilicom, Ezri Tigan. Ezri Dax pronašla je Siska na Zemlji i pomogla mu pronaći Kuglu izaslanika. Dax se uskoro odlučila vratiti na Deep Space 9 i nastavila svoje prijateljstvo sa Siskom kroz trećeg domaćina.